# Tanja Dangałakowa
Tanja Dangałakowa z domu Bogomiłowa (bg. Таня Богомилова-Дангалакова; ur. 30 czerwca 1964 w Sofii) – bułgarska pływaczka specjalizująca się w stylu klasycznym, mistrzyni olimpijska (1988), wicemistrzyni świata i mistrzyni Europy.

## Kariera
W wieku 16 lat reprezentowała Bułgarię na igrzyskach olimpijskich w Moskwie. Indywidualnie wystartowała w konkurencjach 100 i 200 m stylem klasycznym, w obu zajmując 16. miejsce. Płynęła także w sztafecie 4 × 100 m stylem zmiennym. W finale Bułgarki uplasowały się na ósmej pozycji.
W 1983 roku na dystansie 100 m stylem klasycznym zdobyła swój pierwszy medal mistrzostw Europy.
Dwa lata później, została mistrzynią Europy na 200 m stylem klasycznym i uniemożliwiła tym samym zdobycie po raz trzeci z rzędu wszystkich złotych medali na mistrzostwach Europy przez reprezentantki NRD. Dangałakowa wywalczyła także brąz w konkurencji 100 m żabką i sztafecie zmiennej 4 × 100 m. W tym samym roku na uniwersjadzie w Kobe była najlepsza na dystansie 100 i 200 m stylem klasycznym oraz zdobyła srebrny medal na 200 m stylem zmiennym.
W 1986 roku na mistrzostwach świata w Madrycie wywalczyła srebro na 200 i brąz na 100 m żabką. 
Podczas igrzysk olimpijskich w Seulu w 1988 roku zwyciężyła w konkurencji 100 m stylem klasycznym w czasie 1:07,95, słabszym od ówczesnego rekord świata o zaledwie 0,04 s. Na dystansie dwukrotnie dłuższym znalazła się tuż za podium. Uczestniczyła także w wyścigach sztafet 4 × 100 m stylem zmiennym, w którym Bułgarki zostały sklasyfikowane na szóstym miejscu.
Rok po igrzyskach, na mistrzostwach Europy w Bonn zdobyła srebrny medal na 100 m żabką. 
W 1991 roku podczas mistrzostw Europy w Atenach wywalczyła brązowe medale w konkurencjach 100 i 200 m stylem klasycznym.

## Życie prywatne
Jej córka Ana także jest pływaczką.